# Zuidwest-Finland
Zuidwest-Finland (Fins: Varsinais-Suomi, Zweeds: Egentliga Finland) is een Finse regio met 483.477 inwoners op een gebied van 10.667,72 km² (2021). De hoofdstad van deze regio is Turku, de oudste Finse stad.

## Gemeenten
Het landschap Zuidwest-Finland bestond in 2022 uit de volgende gemeenten:
| - Aura - Kaarina - Kimitoön - Koski Tl - Kustavi - Laitila - Lieto - Loimaa - Marttila - Masku - Mynämäki - Naantali - Nousiainen - Oripää | - Paimio - Pargas - Pyhäranta - Pöytyä - Raisio - Rusko - Salo - Sauvo - Somero - Taivassalo - Turku - Uusikaupunki - Vehmaa |

Åland · Etelä-Pohjanmaa · Etelä-Savo · Kainuu · Kanta-Häme · Keski-Pohjanmaa  · Kymenlaakso · Lapin maakunta · Midden-Finland · Noord-Karelië · Österbotten · Päijät-Häme · Pirkanmaa · Pohjois-Pohjanmaa · Pohjois-Savo · Satakunta · Uusimaa · Zuid-Karelië · Zuidwest-Finland
Aura · Kaarina · Kimitoön · Koski Tl · Kustavi · Laitila · Lieto · Loimaa · Marttila · Masku · Mynämäki · Naantali · Nousiainen · Oripää · Paimio · Pargas · Pyhäranta · Pöytyä · Raisio · Rusko · Salo · Sauvo · Somero · Taivassalo · Turku · Uusikaupunki · Vehmaa
Voormalige gemeenten:
Alastaro · Angelniemi · Askainen · Dragsfjärd · Halikko · Hitis · Houtskär · Iniö · Kakskerta · Kalanti · Karinainen · Karjala · Karuna · Kimito · Kiikala · Kisko · Korpo · Kuusisto · Kuusjoki · Lemu ·   Loimaan kunta · Lokalathi · Maaria · Mellilä · Merimasku · Metsämaa · Mietoinen · Muurla · Naantalin maalaiskunta · Nagu · Paattinen · Pargas · Pargas landskommun · Perniö · Pertteli · Piikkiö · Pyhämaa · Rymättylä · Särkisalo · Somerniemi · Suomusjärvi · Tarvasjoki · Uskela · Uudenkaupungin maalaiskunta · Vahto · Västanfjärd · Velkua · Yläne